# كهدليات
كهدليات (الاسم العلمي Poduromorpha)، رتبة حيوانات من المفصليات سداسيات الأرجل.